# Eugenia cupulata
Eugenia cupulata är en myrtenväxtart som beskrevs av Gerda Jane Hillegonda Amshoff. Eugenia cupulata ingår i släktet Eugenia och familjen myrtenväxter.

## Underarter
Arten delas in i följande underarter:
- E. c. cupulata
- E. c. macrophylla